# Johan Söderberg (ekonom)
Johan Olof Ragnarson Söderberg, född den 26 augusti 1923 i Stockholm, död där den 30 juli 2011, var en svensk företagsledare. Han var son till Ragnar Söderberg och sonson till Olof A. Söderberg.

## Utbildning
Söderberg skrevs in vid Handelshögskolan i Stockholm hösten 1942 och blev civilekonom 1945. Han belönades med ett stipendium ur Louis Frænckels fond för ett års studier vid Columbia University i New York, vilka resulterade i en Master of Science-examen 1946.

## Karriär
Söderberg var sedan verksam inom familjeföretaget Söderberg & Haak AB där han innehade en rad ledande befattningar och styrelseuppdrag inom Förvaltnings AB Ratos, inom järn- och stålbranscherna och Kungl. Ingenjörsvetenskapsakademiens transportforskningskommission.
Kontakterna med Handelshögskolan fortsatte över åren genom deltagande i seminarier, forskarsymposier och evenemang. Han följde sin far Ragnar Söderbergs och farbror Torsten Söderbergs engagemang och stöd för forskning. Han ledde sedan själv som ordförande för Torsten och Ragnar Söderbergs stiftelser fördelningen av forskningsanslag inom ekonomi, medicin och rättsvetenskap. Söderberg var ledamot i Handelshögskoleföreningens styrelse, Handelshögskolan i Stockholms högsta beslutande organ. Han utsågs av föreningen till ledamot i Handelshögskolan i Stockholms direktion, Handelshögskolan i Stockholms högsta verkställande organ, 1973–1995.
1971 blev han ledamot i styrelsen för Institutet för företagsledning (idag IFL vid Handelshögskolan i Stockholm AB), en position han innehade i 25 år. 1984 promoverades Söderberg till ekonomie hedersdoktor vid Handelshögskolan och 1994 utsågs han av Ekonomiska forskningsinstitutet (idag Stockholm School of Economics Institute for Research) till årets forskningsfrämjare och tilldelades priset EFI Research Award (idag SSE Research Award).
Söderberg donerade 10 miljoner kronor av egna medel till Handelshögskolans nybyggnad på Saltmätargatan i Stockholm, vägg i vägg med vad som tidigare varit Stockholms högskolas kårhus. Handelshögskolan kom att benämna ett av studierummen ”Johan”.

## Utmärkelser
- Ekonomie hedersdoktor vid Handelshögskolan i Stockholm 1984
- EFI Research Award från Ekonomiska forskningsinstitutet 1994

## Familj
Johan Söderberg var från 1951 gift med Birgitta Lagergren, dotter till direktör Ragnar Lagergren och dennes hustru Elise, född Tydén. De fick sonen Jakob Söderberg. Makarna Söderberg är begravda på Lovö kyrkogård.